# الفائز ينال كل شيء
الفائز ينال كل شيء (بالإنجليزية: The Winner Takes It All) هي أغنية سجلتها فرقة البوب السويدية آبا. صدرت كالأغنية الرئيسية من ألبوم الفرقة السابع سوبر تروبر في 21 تموز 1980. الأغنية بالأساس بالاد على مقام صول منخفض كبير، وتعكس نهاية علاقة عاطفية. كتب كلماتها وألحانها بيورن أولفايوس وبيني أندرسون، فيما أدّت الغناء الرئيسي أغنيتا فالتسكوغ. وقد جاءت على الوجه الثاني للأسطوانة أغنية غير مدرجة في الألبوم بعنوان "إلين". ورغم أن أولفايوس أنكر أن تكون الأغنية عن طلاقه من فالتسكوغ، فإنه صرّح بأنها تتناول تجربة الطلاق عموماً.
واصلت الأغنية سلسلة نجاحات آبا، إذ تصدرت قوائم الأغاني في بلجيكا، وإيرلندا، وهولندا، والمملكة المتحدة، حيث أصبحت الأغنية الثامنة للفرقة التي تصل إلى المرتبة الأولى هناك. كما كانت الأغنية الرابعة والأخيرة لآبا التي تدخل قائمة العشر الأوائل في الولايات المتحدة، إذ بلغت المركز الثامن على قائمة بيلبورد هوت 100. ومنذ ذلك الحين أصبحت واحدة من أكثر أغنيات الفرقة دوامًا وشهرة.
في استطلاع أجرته قناة فايف عام 1999، صوّت الجمهور لاختيار «الفائز يأخذ كل شيء» كأغنيتهم المفضلة لآبا في بريطانيا، وتكرر الأمر في استطلاع آخر أجرته قناة آي تي في عام 2010. كما صُنّفت الأغنية في استطلاع عام 2006 على قناة فايف كـ «أغنية الانفصال المفضلة في بريطانيا». وقد أعيد غناؤها من قبل العديد من الفنانين، أبرزهم شير وسوزان بويل.